# Robert Andersson (simmare)
Robert Thedor Andersson, född 18 oktober 1886 i Stockholm, död 2 mars 1972 i Stockholm, var en svensk simhoppare, simmare och vattenpolospelare. Han blev olympisk silvermedaljör 1912 och bronsmedaljör 1908 samt 1920.
Robert Andersson var son till vindragareåldermannen Theodor Andersson. Han arbetade som byggnadsreparatör och drev från 1934 en egen firma i Stockholm. Robert Andersson var verksam inom nästan alla simsportsgrenar, och införde 1906 crawl i Sverige. Under åren 1906–1922 vann han 22 svenska mästerskap i fritt simsätt på sträckor mellan 100 och 5.000 meter, ett i bröstsim 250 meter, ett i livräddning och fyra i lagkappsimning samt 17 i vattenpolo, totalt 45 guldmedaljer. Han innehade svensk rekord på 100 meter frisim 1908 och 1913–1916, svenskt rekord på 200 meter 1909–1919 och förbättrade rekordet under tiden fyra gånger, 1907–1921 svenskt rekord på 250 meter, 1906–1920 svenskt rekord på 500 meter och förbättrade det då fem gånger, 880 yard 1907–1923, 1000 meter 1907–1909 och 1909–1910, 1609 meter 1906–1913 och 200 meter bröstsim 1909–1912. Robert Andersson var ledamot av Stockholms kappsimningsklubbs styrelse och 1914–1916 av Svenska simförbundets styrelse.
Robert Andersson är begravd på Skogskyrkogården i Stockholm. Han var bror till Selma Andersson och Erik Andersson.